# Wieża kościoła św. Marcina w Poznaniu
Wieża kościoła św. Marcina w Poznaniu – wieża wybudowana w 1928 roku, projektu Stefana Cybichowskiego, od strony ul. Święty Marcin, przy bocznym wejściu do kościoła, podczas gruntownego remontu (1925-1928) XVI-wiecznej świątyni. Wznosiła się na wysokość 45 m, jej podstawa wynosiła 6 na 6 metrów. Na wieży umieszczono zegar, a powyżej dzwonnicę z trzema dzwonami, przykrytą barokową kopułą. Wieżę zdobiły również cztery 3-metrowej wysokości postacie – św. Wojciecha, św. Stanisława biskupa oraz św. Piotra i św. Pawła, autorstwa Marcina Rożka. Na froncie wieży umieszczono również jego płaskorzeźbę, przedstawiającą postać św. Marcina na koniu oddającego płaszcz żebrakowi.
W 1945 roku kościół spłonął wraz z zawartością. W trakcie odbudowy 1950-1954 przywrócono kościołowi kształt gotycki, jednak charakterystyczna wieża nie została już odbudowana.